# Academia Brasileira de Literatura de Cordel
A Academia Brasileira de Literatura de Cordel  (ABLC), é a entidade literária máxima a reunir, no Brasil, os expoentes da literatura de cordel típica da Região Nordeste do país, com sede no Rio de Janeiro, e fundada a 7 de setembro de 1988.
Graças ao trabalho de resgate e manutenção desta manifestação cultural feita pela ABLC, os cordéis passaram a integrar o currículo da faculdade de letras da Universidade de Coimbra — fazendo assim o "caminho de volta" do estilo originado em Portugal.
A ABLC funciona nos dias úteis, das 9 às 18h, em sua sede à rua Leopoldo Fróes número 37, no bairro de Santa Teresa. De seus três diretores iniciais, hoje conta com quarenta membros efetivos e com de mais de treze mil títulos em seu acervo, muitos dos quais à venda no local.

## Histórico
A ABLC foi assim definida pelo fundador Gonçalo Ferreira da Silva:
"Da inspiração mais pura,

No mais luminoso dia,

Porque Cordel é cultura

Nasceu nossa Academia

O céu da literatura

A casa da poesia."

### Panorama cultural do cordel
A literatura de cordel surgira por meio de artistas populares, com baixo nível educacional formal, e sua produção era voltada para um público de pouco poder aquisitivo.
No período mais recente, contudo, essa manifestação mudou de atores, com o surgimento de uma geração de cordelistas formada por poetas com instrução, que estavam preocupados com a revalorização do gênero, inclusive procurando seu uso didático; isto levou, por exemplo, à adaptação de obras literárias tanto de autores nacionais do Brasil quanto estrangeiros ao gênero.
Neste contexto veio também para renovar a linguagem do cordel a fundação da Academia.

### Surgimento da Academia

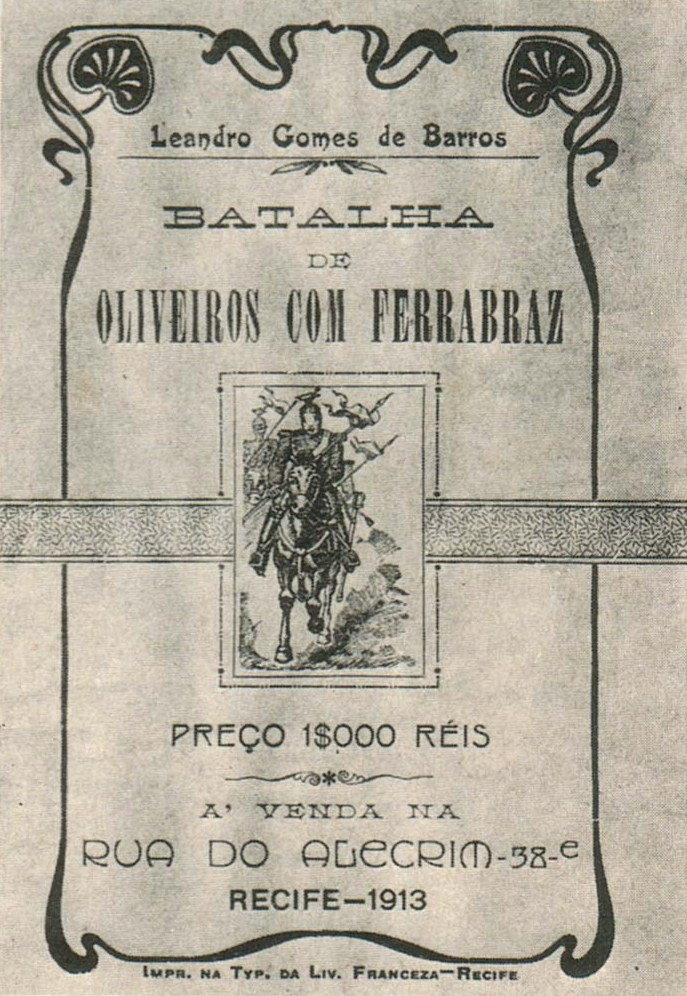
Obra de 1913 de autoria de Leandro Gomes de Barros, patrono da cadeira 1

Ainda em 1978, Gonçalo Ferreira da Silva resolvera se aprofundar no estudo do histórico e técnica do cordel, quando ele deu início na Feira de São Cristóvão da capital carioca à iniciativa de montar uma banca que, a seguir, passou a atrair pesquisadores e interessados. No final da década de 1980, aquela pequena banca acabou por se tornar o embrião do que viria a ser uma "Academia" a reunir os expoentes do estilo literário que, com o apoio da Federação das Academias de Letras do Brasil, finalmente passou a ter uma sede própria.
Outro precursor foi o poeta paraibano Raimundo Santa Helena que, morando no Rio de Janeiro, fundara a Cordelbrás e a Feira Nordestina de São Cristóvão. Santa Helena chegou a concorrer, sem sucesso, a uma vaga na Academia Brasileira de Letras.
A ABLC em suas atividades, publica folhetos de vários autores, além de livros como o Dicionário Brasileiro de Literatura de Cordel, e implanta "cordeltecas" pelo país. Uma dessas iniciativas mereceu o apoio cultural da empresa Petrobras, com a reedição de cem cordéis históricos, obras raras e antigas de quarenta e um autores.

### Primeira diretoria

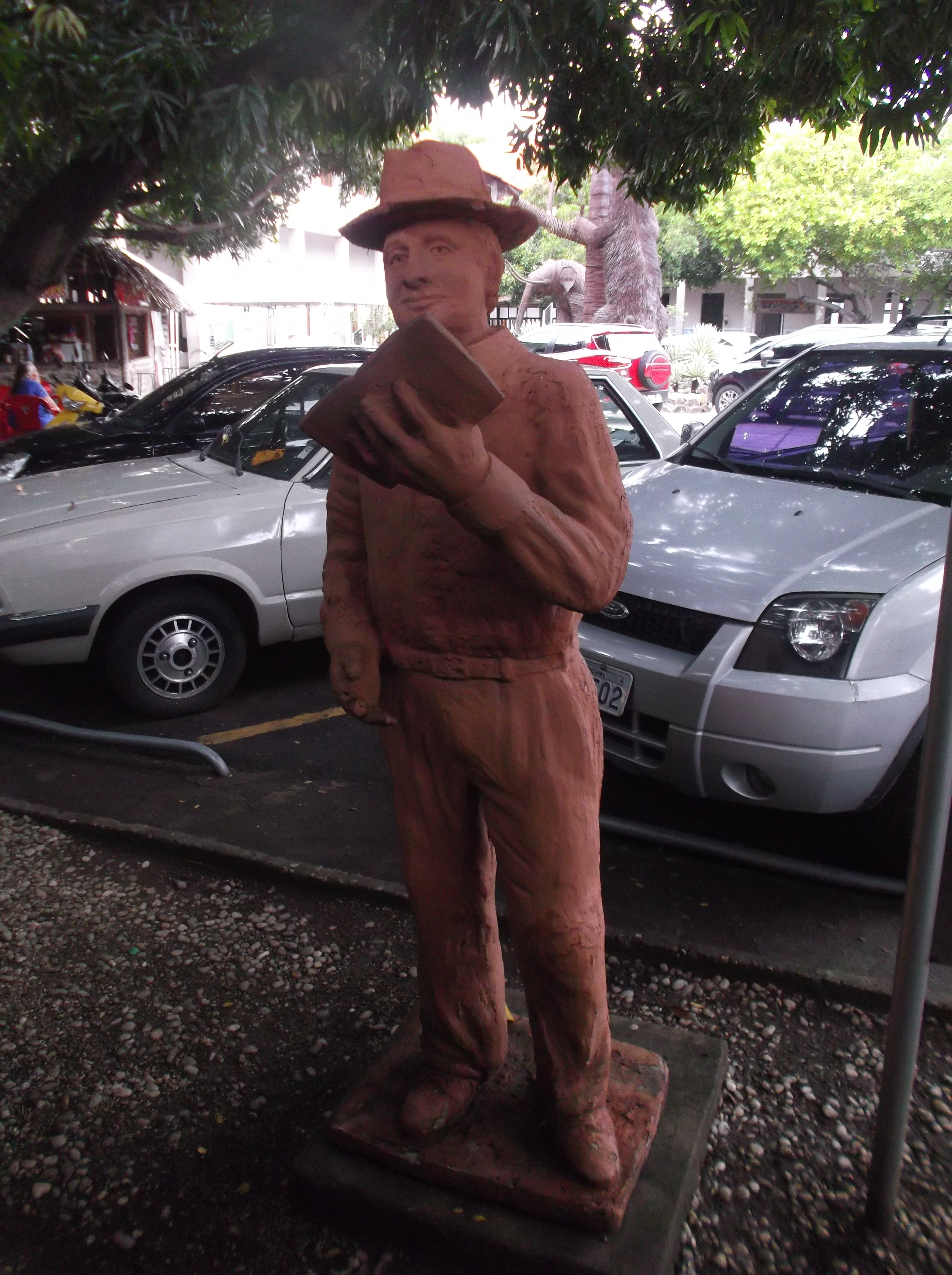
Poeta cordelista Firmino Teixeira do Amaral, patrono da cadeira 3

Sua primeira diretoria tinha somente três membros: Gonçalo Ferreira da Silva, Presidente; Apolônio Alves dos Santos, Vice-Presidente e Hélio Dutra como Diretor Cultural.

### Diretoria atual
Presidente
Gonçalo Ferreira da Silva
Vice-presidente
Messody Benoliel
Secretária
Maria Luiza
Tesoureira
Wanda Brauer
Diretor Jurídico
Agenor Ribeiro
Diretor Cultural
Marcus Lucenna
Assessores do Presidente
Francisco Paulino Campelo
Marlos de Herval Lima da Silva
Guaipuan Vieira

## Patronos e Membros
Constituída por quarenta Cadeiras, assim como a Academia francesa que a todas as Academias serve de modelo, cada uma delas sob um Patronato, como a Brasileira, possui ainda a categoria de Sócios Beneméritos.
| Cadeira | Patrono                           | Ocupantes                                |
| 1       | Leandro Gomes de Barros           | Marlos de Herval                         |
| 2       | José Pedro de Barros              | Gilmar Santana Ferreira                  |
| 3       | Firmino Teixeira do Amaral        | Maria Anilda                             |
| 4       | Apolônio Alves dos Santos         | Moreira de Acopiara                      |
| 5       | José Camelo                       | Medeiros Braga                           |
| 6       | Guerra Vascurado                  | Sepalo Campelo                           |
| 7       | João Martins de Athayde           | Marcus Lucenna                           |
| 8       | Sebastião Nunes Batista           | Beto Brito                               |
| 9       | Luiz da Costa Pinheiro            | Olegário Alfredo                         |
| 10      | Catulo Cearense                   | Tião Simpatia                            |
| 11      | José Pacheco                      | Klévisson Viana                          |
| 12      | Francisco das Chagas Batista      | Téo Azevedo                              |
| 13      | Delarme Monteiro                  | José Guilherme Teles                     |
| 14      | Pacífico Pacato Cordeiro Manso    | William José Gomes Pinto                 |
| 15      | Patativa do Assaré                | Antônio Francisco Teixeira de Melo       |
| 16      | Veríssimo de Melo                 | Alba Helena Corrêa                       |
| 17      | Silvino Pirauá                    | Manoel Santamaria                        |
| 18      | José Bernardo da Silva            | Maria Rosário Pinto                      |
| 19      | Leonardo Mota                     | Guaipuan Vieira                          |
| 20      | Manoel D'Almeida Filho            | João Dantas                              |
| 21      | Joaquim Batista de Sena           | José Walter Pires                        |
| 22      | Antônio Batista Guedes            | Antônio Ribeiro da Conceição (Bule Bule) |
| 23      | Capistrano de Abreu               | Maria Ilza Bezerra                       |
| 24      | Francisco Sales Areda             | José Maria do Nascimento                 |
| 25      | Juvenal Galeno                    | Maria de Lourdes Aragão Catunda          |
| 26      | Luís da Câmara Cascudo            | Crispiniano Neto                         |
| 27      | Severino Milanêz                  | Victor Alvin Garcia                      |
| 28      | Caetano Cosme da Silva            | João Batista de Melo                     |
| 29      | Manoel Caboclo e Silva            | Almir Gusmão                             |
| 30      | José Galdino da Silva Duda        | Cícero Pedro de Assis                    |
| 31      | Umberto Peregrino                 | Ivamberto Albuquerque Oliveira           |
| 32      | José da Luz                       | Cícero do Maranhão                       |
| 33      | Rodolfo Coelho Cavalcante         | Dideus Sales                             |
| 34      | Manoel Camilo dos Santos          | Luis Nunes Alves (Severino Sertanejo)    |
| 35      | Expedito Sebastião da Silva       | Gustavo Dourado                          |
| 36      | Manoel Pereira Sobrinho           | Sávio Pinheiro                           |
| 37      | José Soares                       | Josenir Lacerda                          |
| 38      | Manoel Monteiro                   | Paola Torres                             |
| 39      | Sebastião do Nascimento           | João Lucas Evangelista                   |
| 40      | João Melchíades Ferreira da Silva | Zé Salvador                              |